# Port lotniczy Harare
Port lotniczy Harare (IATA: HRE, ICAO: FVHA) – międzynarodowy port lotniczy położony 12 km od Harare. Jest największym portem lotniczym w Zimbabwe.

## Linie lotnicze i połączenia
| Linia Lotnicza          | Kierunek                                                       |
| ----------------------- | -------------------------------------------------------------- |
| Air Tanzania            | 1. Dar es Salaam                                               |
| Air Zimbabwe            | 1. Bulawayo 2. Dar es Salaam 3. Johannesburg 4. Victoria Falls |
| Airlink                 | 1. Kapsztad 2. Durban 3. Johannesburg                          |
| CemAir                  | 1. Johannesburg                                                |
| Emirates                | 1. Dubaj                                                       |
| Eswatini Air            | 1. Manzini                                                     |
| Ethiopian Airlines      | 1. Addis Abeba                                                 |
| Fastjet Zimbabwe        | 1. Bulawayo 2. Johannesburg                                    |
| FlySafair               | 1. Johannesburg                                                |
| Kenya Airways           | 1. Lusaka 2. Nairobi                                           |
| LAM Mozambique Airlines | 1. Lusaka 2. Maputo                                            |
| Malawi Airlines         | 1. Lilongwe 2. Lusaka                                          |
| Qatar Airways           | 1. Doha                                                        |
| RwandAir                | 1. Kapsztad 2. Kigali                                          |
| South African Airways   | 1. Johannesburg                                                |
| TAAG Angola Airlines    | 1. Luanda                                                      |